# Jean d'Hospital
Pour l’article ayant un titre homophone, voir Dospital.
Jean d'Hospital, né le 2 mai 1896 à Bayonne, mort le 5 juillet 1983 à Perpignan, est un journaliste français, correspondant du Monde à Rome de 1946 à 1965.

## Biographie
Il est engagé volontaire en 1914, et est à dix-neuf ans, le plus jeune capitaine de chasseurs de l'armée française. Sa participation à la Première Guerre mondiale lui vaut la Légion d'honneur, 
Il collabore après la guerre à Paris-Soir, à L'Ami du peuple et à l'agence Havas. Il est correspondant d'Havas lors de la Guerre civile espagnole durant laquelle il suit les troupes nationalistes. Il rejoint ensuite l'Afrique du Nord et suit l'armée allié dans la campagne d'Italie et entre avec la Ire armée dans Rome libérée, qu'il ne quitte plus avant sa retraite.
De 1946 à 1965, il y est correspondant pour Le Monde, période durant laquelle il publie deux ouvrages,

## Ouvrages
- Rome en confidence, Grasset, 1962
- Trois papes au tournant de l'histoire, Presses de la Cité, 1969